# Jerzy Ludyga
Jerzy Rafał Ludyga (ur. 24 października 1950 w Piekarach Śląskich, zm. 1 marca 1999 w Piekarach Śląskich) – polski piłkarz, obrońca.

## Życiorys
Karierę sportową rozpoczął w klubie GKS Julian Piekary Śląskie. Następnie występował w Olimpii Piekary Śląskie, Szombierkach Bytom (1968-1974, w ekstraklasie 81 spotkań i trzy bramki), II-ligowym Motorze Lublin (1974/1975). W latach 1975–1979 był piłkarzem GKS Tychy. W 1976 wywalczył z tyskim klubem wicemistrzostwo Polski. W barwach GKS w ekstraklasie wystąpił w 55 spotkaniach, zdobywając 3 bramki.
Wystąpił w jednym spotkaniu reprezentacji Polski seniorów - 15 maja 1977 w meczu z Cyprem, który Polska wygrała 3:1.